# Jalalpore
Jalalpore là một thị trấn thống kê (census town) của quận Navsari thuộc bang Gujarat, Ấn Độ.

## Nhân khẩu
Theo điều tra dân số năm 2001 của Ấn Độ, Jalalpore có dân số 16.246 người. Phái nam chiếm 52% tổng số dân và phái nữ chiếm 48%. Jalalpore có tỷ lệ 74% biết đọc biết viết, cao hơn tỷ lệ trung bình toàn quốc là 59,5%: tỷ lệ cho phái nam là 79%, và tỷ lệ cho phái nữ là 69%. Tại Jalalpore, 12% dân số nhỏ hơn 6 tuổi.